# زیارت (شاوشات)
زیارت (به ترکی استانبولی: Ziyaret) یک منطقهٔ مسکونی در ترکیه است که در شاوشات واقع شده‌است. زیارت ۱۲۴ نفر جمعیت دارد.